# Auguste Cuénod
Auguste Jean Cuénod (Sainte-Croix, 15 de junio de 1868-Hammamet, 8 de febrero de 1954) fue naturalista, y oftalmólogo suizo que hizo su carrera en Túnez, donde trabajó particularmente en la lucha contra el tracoma. Fue igualmente el autor del primer tomo de la flora de Túnez, en colaboración con Germaine Pottier-Alapetite y Augustin Labbe.

## Biografía
Auguste Cuénod venía de una familia protestante. Su madre Mary fallece en 1871 y su padre en 1882.
Comienza estudios de medicina en Lausana y las prosigue en oftalmología en la facultad de medicina de París donde obtiene sus diplomas franceses de medicina y la medalla de plata de esta facultad.
Se instala en Túnez en 1894. En 1900, abre una clínica oftalmológica en Túnez, abierta a todo el mundo, cualquiera fuera la religión, Curaba gratuitamente los pobres.
Fue durante treinta años vicepresidente del Consejo presbiterial de la Iglesia reformada de Túnez.
En el Instituto Pasteur de Túnez, lleva estudios sobre el tracoma, y la conjuntivitis.
Toma su retiro en 1940 a Hammamet. Un jardín le permite acondicionar en torno a su villa uno botánico para placer y de pruebas, reanudando así su primera pasión por la botánica. Mantuvo una colección aventajada de flores y de plantas. Inicia la redacción de varios volúmenes sobre la flora de Túnez. Continúa curando los enfermos de los ojos y prosigue sobre todo su lucha contra el tracoma.
En 1943, esconde judíos en su villa.
Fallece el 8 de febrero de 1954 y, según su voluntad, es inhumado en Hammamet.

## Contribución botánica
En colaboración con Germaine Pottier-Alapetite y TIENE. Labbé, Auguste Cuénod es el autor del primer tomo de la flora de Túnez consagrado a las criptógamas vasculares, a las Gimnospermas y a las Monocotiledóneas.
Escribió los artículos siguientes :
- La Botánica en Túnez. Conferencia hecha a la sesión de abertura de la Sesión extraordinaria de la Sociedad Botánica de Francia a Túnez el 5 de abril de 1909. Bull. Soc. Bot. Francia 56, p. X-XXI, 1909.
- Nota relativa a la constitución de un herbier. Bull. Soc. Hort. Tun. 54: 188491, 1912.
- Notas sobre la flora tunisienne. Discurso de abertura de la Sesión de Botánica. Assoc. Franco. Avanc. Sci. p. 282-293, 1913.
- Las plantas médicinales que crecen en Túnez. Bull. Soc. Hort. Tun. 82: 186-189, 1914.
- A propósito de varios casos de fasciation. I.. Sobre un Bellombra (Phytolacca dioica). Rev. Tun. 21 (106): 396-398, 1914.
- Notas sobre las tulipes de Túnez. Bull. Soc. Hist. Nat. Afr. N., Argelia, 10: 35-37, 1919.
- Las plantas médicinales de Túnez (en colaboración con MM. Luciani y Guillochon) Off. Nat. Mat. P., 1920.
- Hipótesis relativa al lugar de los Monocotylédones en la clasificación natural. Bull. Soc. Bot. Francia, 79: 365-393, 1932.
- El Phyllome y su rol en la arquitectura de los vegetales, lbid. 85: 698-718, 1938.
- Del pasaje en el Nerium Oleander de la oposición foliaire binaria al verticille trimère. lbid. 87: 134-136, 1940.
- A propósito del calice de la rosa. Bull. Soc. Hist. Nat. Afr. N., Argelia, 32: 159-163, 1941.
- Sobre la phyllotaxie de algunas Solanacées. Ibid. 33: 104-109, 1942.
- De algunas peculiaridades de la ramificación en las Boraginacées. Ibid. 33: 183-189, 1942.
- Primeras investigaciones experimentales sobre el Phyllome. Bull. Soc. Bot. Francia 89: 47-53, 1942.
- Hipótesis y teoría del «Phyllome». Bull. Soc. Hist. Nat. Afr. N., Argelia, 34: 168-178, 1943; 35: 86-93, 1944.
- Algunos remarces sobre la phyllotaxie de las Géraniacées. Ibid, 35: 94-100, 1944;
- Anisophyllie y diphyllomie. Bull. Soc. Bot. Francia., 93: 349-352, 1946.
- Remarces sobre la diversidad de las funciones del tejido médullaire. Ibid. 94: 276-279, 1947.
- Sobre los spirales generadoras de la tige. C.R. Acad. Sci. 224: 358-359, 1947.
- La cumbre végétatif del Mesembryanthemum edule. Rev. Scientif. 87: 288-290, 1948.
- Que significan, al punto de vista phyllotaxique, las series spiralées de cicatrices que dejan después de su caída o su sección las hojas de las palmeras ? Trav. Botan. dédiés a R. Alcalde, p. 57-60, 1949.
- Stapéliées norte-africano (en colaboración con Sra Pottier-Alapetite). Bull. Soc. Sci. Nat. Tun. 2 (1): 53-56, 1949.
- Sobre la phillotaxie del capitule de las Compuestas. Bull. Soc. Bot. Francia., 98: 24-27, 1951.
- Del rol de la hoja en la edificación de la tige. Bull. Soc. Sci. Nat. Tun., 4 (1-4): 3-15, 1951.

### Algunas publicaciones
- Auguste Cuénod, Germaine Pottier-Alapetite (colaborador) Augustin Labbe (colaborador) Flore analytique et synoptique de la Tunisie : Cryptogames vasculaires, Gymnospermes et Monocotylédones. Tunis, Office de l'expérimentation et de la vulgarisation agricoles (Imprimerie S.E.F.A.N.), 1954 [1]-39: [1]-287 p.
- Estudio experimental del trachome : conjonctivite graveleuse por Charles Nicolle, Auguste Cuenod, Ludovic Blaizot, París, Doin, 1911.
- La articulación del codo [impreso] : Estudio de anatomie comparada 46 p. : 3 p. de pl. h.t. ; 23 cm Aus der internationalen Monatsschrift f. Anat. u. Phys. 1888, Heft 10
- Reproducción experimental de la conjonctivite granuleuse en el mono Macacus sinicus por Charles Nicolle y Auguste Cuénod. Extraído de :"Resúmenes de las sesiones de la Academia de las ciencias", 1907, 1 v. (3 p.) 27 cm
- El trachome : histórico, clínico, investigaciones experimentales y étiologie, terapéutica, prophylaxie por Roger Nataf ; préface de A. Cuénod. 1 v. (V-427 p.-XVII F. de pl.) il. 25 cm París : Masson, 1952
- El trachome, con 39 figuras originales en negro y en colores TIENE. Cuénod, ... Roger Nataf, ... ; préface de Charles Nicolle. París, Masson y Cie, 1930, 238 p. 1 l., VI pl. se 4 l. : il.
- Atlas-manual de ophtalmoscopie por Otto Haab, .... - Edición francesa por el Dr Albert Terson y el Dr A. Cuénod. París : Baillière e hilos. 1896. 1 v. (247 p.) il. 64 pl. en coul. 19 cm

## Eponimia
Fue autor de dos taxones
- Calendula tunetana Cuénod in Bull. Soc. Bot. Francia, 56: aquí (1910), nombre rechazado por la de datos de las plantas de África en beneficio de Calendula suffruticosa Vahl subsp. suffruticosa.

- Atractylis candida Cuénod in Bull. Soc. Bot. Francia 58: 490. (1911), rechazado por la de datos de las plantas de África, es sinónimo de: Atractylis carduus (Forssk.) H.Christ